# Patrimoni dell'umanità del Benin
I patrimoni dell'umanità del Benin sono i siti dichiarati dall'UNESCO come patrimonio dell'umanità in Benin, che è divenuto parte contraente della Convenzione sul patrimonio dell'umanità il 14 giugno 1982.
Al 2023 i siti iscritti nella Lista dei patrimoni dell'umanità sono tre, mentre cinque sono le candidature per nuove iscrizioni. Il primo sito, i Palazzi reali di Abomey, è stato iscritto nella lista nel 1985, durante la nona sessione del comitato del patrimonio mondiale. Nel 2017, nella quarantunesima sessione, il Parco nazionale del Pendjari, in quanto componente del più esteso sito transfrontaliero denominato Complesso W-Arly-Pendjari, è divenuto il secondo sito beninese riconosciuto dall'UNESCO. Il terzo patrimonio beninese è Koutammakou, la terra dei Batammariba, esteso dal vicino Togo nel 2023 dalla quarantacinquesima sessione del comitato. Due siti sono considerati culturali, secondo i criteri di selezione, uno naturale; due sono parte di siti transnazionali.

## Siti del Patrimonio mondiale
| Foto | Sito                                  | Luogo                                                                                 | Tipo                     | Anno | Descrizione |
| ---- | ------------------------------------- | ------------------------------------------------------------------------------------- | ------------------------ | ---- | --- |
|      | Palazzi reali di Abomey               | Abomey                                                                                | Culturale (323; iii, iv) | 1985 | Dal 1625 al 1900, 12 re si succedettero alla guida del potente regno di Abomey. Con l'eccezione del re Akaba, che aveva un proprio recinto separato, tutti avevano i loro palazzi costruiti all'interno della stessa area di muri di paglia e fango, in armonia con i palazzi precedenti per quanto riguarda l'uso dello spazio e dei materiali. I palazzi reali di Abomey sono un ricordo unico di questo regno scomparso. |
|      | Complesso W-Arly-Pendjari             | Dipartimento di Alibori, Dipartimento di Atakora (condiviso con Burkina Faso e Niger) | Naturale (749; ix, x)    | 2017 | Questa estensione transnazionale al Parco nazionale W del Niger copre un'ampia distesa di savana sudanese-saheliana intatta, con tipi di vegetazione che includono praterie, arbusti, savana boscosa ed estese foreste a galleria. Comprende il più grande e importante continuum di ecosistemi terrestri, semi-acquatici e acquatici nella cintura della savana dell'Africa occidentale. Il sito è un rifugio per specie selvatiche scomparse altrove nell'Africa occidentale o altamente minacciate. Ospita la più grande popolazione di elefanti dell'Africa occidentale e la maggior parte dei grandi mammiferi tipici della regione, come il lamantino africano, il ghepardo, il leone e il leopardo. La parte beninese del sito s'incentra intorno al Parco nazionale del Pendjari. |
|      | Koutammakou, la terra dei Batammariba | Dipartimento di Atakora (condiviso con il Togo)                                       | Culturale (1140; v, vi)  | 2023 | Questa proprietà è un'estensione del paesaggio di Koutammakou nel Togo nord-orientale (iscritto nel 2004), sede dei Batammariba. L'estensione del sito si trova nel vicino Benin e incarna l'uso caratteristico e originale del territorio dei Batammariba, le cui abitazioni sono conosciute come takienta (sikien al plurale). Fanno parte di questo paesaggio culturale anche boschetti, sorgenti e rocce sacre, pendii terrazzati e reti di muri di contenimento dell'acqua, foreste e specie vegetali utilizzate nella costruzione dei sikien, associate ai rituali e alle credenze dei Batammariba. |

## Siti candidati
| Foto | Sito                                                                    | Luogo                                                                    | Tipo                     | Anno       | Descrizione |
| ---- | ----------------------------------------------------------------------- | ------------------------------------------------------------------------ | ------------------------ | ---------- | --- |
|      | Città di Porto-Novo: quartieri antichi e Palazzo reale                  | Porto-Novo                                                               | Culturale (871; v, vi)   | 31/10/1996 | [ 5 ] |
|      | Parco nazionale W del Niger e abitazioni vernacolari del nord del Benin | Dipartimento di Alibori, Dipartimento di Atakora, Dipartimento di Borgou | Culturale (872; iii, iv) | 31/10/1996 | [ 6 ] |
|      | Villaggio sotterraneo di Agongointo-Zoungoudo                           | Bohicon                                                                  | Culturale (988; i, iv)   | 19/06/1998 | Durante la costruzione di una tangenziale, nel febbraio 1998 è venuto alla luce il villaggio sotterraneo di Agongointo-Zougoundo costituito da una serie di cavità a bunker, realizzate nel terreno tropicale ferruginoso e con forme geometriche diverse. Situate a circa 10 metri sottoterra, questi vani sotterranei furono allestiti alla luce di precisi progetti per fungere da abitazione (soggiorni, camere da letto, cucine, pozzi, ecc.) e da rifugio per i guerrieri. Secondo le informazioni disponibili, queste case sono state costruite a partire dal XVI secolo durante il regno del re Dakodonou (secondo re di Abomey).                                                              |
|      | Bassa valle dell'Ouémé                                                  | Dipartimento dell'Atlantico                                              | Misto (6481; v, ix)      | 16/06/2020 | La Bassa Valle dell'Ouémé è un insieme di particolari ecosistemi terrestri e costieri/marini del Corridoio del Dahomey con specie interessanti e un insieme di villaggi costruiti sullo specchio d'acqua (sito del lago) fatti di capanne su palafitte con un'architettura molto originale e dove vivono le comunità Tofin e Ouémé. Si tratta di villaggi-rifugi dove si è sviluppata una civiltà secolare in connessione con la dimensione ecologica. |
|      | Siti salienti della via dello schiavo in Benin                          | Abomey, Dassa-Zoumè, Kétou, Ouidah, Savè                                 | Culturale (6512; iv, vi) | 24/02/2021 | Storicamente, il sito copre il periodo che va dal regno del re Agadja a quello del re Guézo, cioè circa duecento anni di schiavitù. Geograficamente si inserisce nel cuore di questa porzione del Golfo di Guinea, anticamente chiamata Costa degli Schiavi, riconosciuta come una delle più importanti fonti della tratta degli schiavi. Questo complesso unico testimonia le varie modalità di pianificazione dell'uso del territorio associate alla tratta degli schiavi. In quanto tale, include non solo siti difensivi, ma anche luoghi associati allo smistamento, al "commercio", ai rituali e un molo. Questa storia può essere letta attraverso molte vestigia, sia fisiche che immateriali. |